# Zbigniew Lorkiewicz
Zbigniew Konstanty Lorkiewicz (ur. 7 maja 1923 w Siedlcach, zm. 6 czerwca 2001 w Warszawie) – polski mikrobiolog i genetyk, rektor Uniwersytetu Marii Curie-Skłodowskiej w Lublinie.

## Życiorys
Przed 1939 ukończył Gimnazjum im. Bolesława Prusa w Siedlcach, a w trakcie okupacji niemieckiej uczęszczał do Liceum Handlowego, jak również zdobywał wiedzę na tajnych kompletach. W 1944 r. rozpoczął studia na Uniwersytecie Marii Curie-Skłodowskiej (Wydział Lekarsko-Weterynaryjny). W 1946 r. został zastępcą asystenta w Katedrze Mikrobiologii Weterynaryjnej, a w 1948 r. uzyskał dyplom lekarza weterynarii. Doktoryzował się z nauk weterynaryjnych w 1951 (rozprawa Typowanie "Eschericia coli" przy pomocy bakteriofagów). W tym czasie był jednym ze współorganizatorów Oddziału Pryszczycowego Instytutu Weterynaryjnego w Zduńskiej Woli. Pozostawał tam kierownikiem Działu Serologii.   
Od 1954 r. przebywał ponownie w Lublinie. Został tam samodzielnym pracownikiem, kierowanej przez Władysława Kunickiego-Goldfingera, Katedry Mikrobiologii Ogólnej Wydziału Biologii i Nauk o Ziemi Uniwersytetu Marii Curie-Skłodowskiej. W 1957 r. odbył staż w londyńskim Lister Institute, a w latach 1959-1960 w pracowni Wacława Szybalskiego na amerykańskim Uniwersytecie Rutgersa. W 1961 r. został kierownikiem Katedry Mikrobiologii Ogólnej UMCS. W 1964 r. mianowano go profesorem nadzwyczajnym, a w 1972 r. – profesorem zwyczajnym. W 1967 r. był na stażu u prof. Kozińskiego na Uniwersytecie Pensylwanii. Był inicjatorem utworzenia na UMCS kierunku biotechnologii, który organizował, jak również inicjatorem założenia Środowiskowego Studium Doktoranckiego z Mikrobiologii, którym kierował. Wypromował czternastu doktorów, z których siedmiu uzyskało habilitację. Należał do nich m.in. Mieczysław Kowalski. Od 1 lipca 1969 do 30 września 1972 był rektorem UMCS.   
Opublikował 130 prac oryginalnych. Był współautorem podręcznika do ćwiczeń z genetyki bakterii. Otrzymał za niego wyróżnienie – Nagrodę II stopnia Ministra Nauki i Szkolnictwa Wyższego.  
W 1979 r. został członkiem korespondentem Polskiej Akademii Nauk (w 1994 r. członkiem rzeczywistym) oraz Polskiej Akademii Umiejętności. Był też przewodniczącym rady naukowej Centrum Mikrobiologii i Wirusologii PAN, jak również członkiem rady naukowej Instytutu Biochemii i Biofizyki PAN, Komitetu Mikrobiologii PAN, Komitetu Biotechnologii PAN, Komisji Programowej do spraw Biotechnologii MEN oraz Centralnej Komisji do spraw Stopni Naukowych i Komitetu Badań Naukowych. Był członkiem Światowej Federacji Towarzystw Mikrobiologicznych i Międzynarodowej Federacji Towarzystw Biologicznych. Pozostawał członkiem komitetów redakcyjnych takich czasopism, jak: Acta Microbiologica Polonica, Genetica Polonica, Postępy Mikrobiologii, Biuletyn Polskiej Akademii Nauk oraz Applid Biology Communications.  

## Zainteresowania naukowe
Do jego głównych zainteresowań naukowych należały:
- bakterie chorobotwórcze dla zwierząt (we wczesnym okresie pracy naukowej), w tym szczepy Eschericia coli,
- badania podstawowe nad właściwościami DNA oraz mutagenezą (część jego prac z tego okresu licznie cytowano i uznano za klasyczne dla tematu),
- plazmidy Enterobacteriaceae, ich właściwości molekularne i ich wpływ na metabolizm komórki,
- plazmidy pałeczek jelitowych (badania nagrodzone Nagrodą Sekretarza Naukowego PAN w 1975),
- bakterie glebowe Rhizobium, które żyją w symbiozie z roślinami motylkowymi (badania pionierskie, na których podstawie opracowano metody mapowania chromosomu Rhizobium trifolii i wykryto jego DNA plazmidowe,
- skład, budowa i struktura warstw powierzchniowych bakterii Rhizobium, jak również ich udział w tworzeniu efektywnych układów symbiotycznych (jedne z pierwszych w skali światowej, nagrodzone Nagrodą Sekretarza Naukowego PAN w 1973),
- budowa warstw powierzchniowych Azospirillum,
- przenoszenie genów nif, które determinują wiązanie azotu do innych drobnoustrojów (nagradzane przez rektora UMCS oraz Sekretarza Naukowego PAN)[2].

## Publikacje
Do wydanych przez niego książek, podręczników i monografii należały:
- Bakteriofagi i zastosowanie ich w praktyce weterynaryjnej (1950),
- Niektóre z problemów fagoterapii (1951),
- Ostatnie badania nad budową antygenową włoskowca różycy (1953),
- Zmienność wirusa pryszczycy (1955),
- Pryszczyca (1956),
- Wpływ analogów tyminy na "Bacillus subtilis" (1960),
- Produkcja biomasy przy zastosowaniu procesów mikrobiologicznych na różnych substratach (1975),
- Wpływ plazmidów na komórkę bakteryjną (1976),
- Stan obecny mikrobiologii w Polsce (1978),
- Zastosowanie inżynierii genetycznej w hodowli roślin (1985),
- "Clostridium botulinum" i toksyna botulinowa (1987),
- Biologiczne wiązanie azotu (1988),
- Nauka w Makroregionach Środkowo-Wschodnim i Północno-Wschodnim (1988)[2].

## Odznaczenia
- Krzyż Komandorski Orderu Odrodzenia Polski,
- Krzyż Kawalerski Orderu Odrodzenia Polski,
- Medal Komisji Edukacji Narodowej,
- Medal Zasłużonego Nauczyciela,
- Zasłużony dla Województwa Lubelskiego,
- Zasłużony dla Województwa Rzeszowskiego,
- Zasłużony dla Wojska Polskiego[2].